# 兰斯·阿姆斯特朗
藍斯·愛德華·阿姆斯壯（英語：Lance Edward Armstrong，1971年9月18日—，出生名兰斯·爱德华·冈德森），美国前职业公路自行车赛车手。他透过服用机能辅助类违禁药物的方式，从1999年到2005年连续七次获得环法自行车赛冠军。於2012年被取消自1998年8月之后的所有成绩，并且被终身禁赛。
阿姆斯特朗16岁开始参加三项全能运动，并于1989和1990年在美国国内夺冠。1992年随摩托罗拉车队开始了职业自行车手生涯，并在1993至1996年间获得了不错的成绩，包括1993年世界公路自行车锦标赛冠军、1995年圣塞巴斯蒂安古典赛冠军、1995和1996年杜邦赛冠军以及一些欧洲赛事的赛段冠军，包括1993年环法自行车赛第8赛段和1995年同赛事的第18赛段冠军。
1996年，他被诊断出患有可能致命的恶性转移睾丸癌。康复后，他建立了兰斯·阿姆斯特朗基金会（2012年改名为Livestrong（直译：顽强生活）基金会）。1998年他重回赛场，1998至2005年间他是美国邮政自行车队/探索频道自行车队成员。这期间，他获得了七个环法自行车赛冠军和2000年夏季奥林匹克运动会铜牌。2005年宣布退役。但2009年复出，加入阿斯塔纳车队，并获得了当年的环法自行车赛的第三名。2010和2011年间，他随他帮助建立的RadioShack车队进行比赛。2011年再次退役。
阿姆斯特朗自1999年环法自行车赛之后就被指有服用禁药的嫌疑。2012年8月，美國反禁藥組織（USADA）得出调查结论：阿姆斯壯長期使用禁药（促红细胞生成素EPO），是“体育界前所未有的最精密、最专业、最成功的禁药服用计划”的罪魁祸首。故剥夺阿姆斯特朗1998年8月1日之後成績，其中包括七个环法自行车赛头衔（雪梨奧運銅牌則於2013年1月17日由國際奧委會褫奪），并且终身禁赛。國際自由車總會随后于2012年10月宣布支持该决议。阿姆斯特朗没有向国际体育仲裁院上诉。他在2013年接受奥普拉專訪時承认曾服用违禁药物。CNN这样评价他：“一个曾经是全球数百万人偶像的明星车手令人震惊地身败名裂，成为了职业体育史上最突出的事件之一”。

## 经历

### 早期生涯
阿姆斯特朗出生在美國得克萨斯州的普莱诺，一个位于达拉斯北边的城镇。出生时名叫兰斯·爱德华·冈德森（英語：Lance Edward Gunderson）。他的母亲琳达·穆尼汉（Linda Mooneyham）抚养他长大。他的生父埃迪·冈德森（Eddie Gunderson）在他两岁时就抛弃了他们母子。他母亲嫁给特里·阿姆斯特朗（Terry Armstrong）后，阿姆斯特朗有了现在的姓。
他的体育生涯开始于14岁就开始从事的铁人三项运动，不过很快发现他的最大天赋是在自行车上。在17岁时，他接到了国家青年自行车队的训练邀请。普莱诺独立学校的校委会认为，在高中阶段的第二个学期请6周的事假会影响他正常毕业。阿姆斯特朗不得不转学，在他母亲支持下去队里训练。后来他从位于达拉斯的另一所高中毕业。因为这个原因他把之后的居住地奥斯汀看作自己的家乡。
他在拿到1991年美国业余冠军和1992年夏季奥运会第14名后加入了职业车手的行列。接下来的一年，他在挪威奥斯陆拿到了国家公路自行车赛的冠军，也是他第一个大赛冠军。他也由此收到挪威国王的接见邀请。
在摩托罗拉车队期间，他赢得了1993年环法自行车赛第8赛段和1995年环法自行车赛的第18赛段冠军。此外，他还是1993年世界公路自行车锦标赛冠军和1995年圣塞巴斯蒂安古典赛冠军。在美国最重要的自行车赛事杜邦自行车赛中，他夺得了1995和1996年的冠军以及1994年的第二名。他没有参加1996年环法自行车赛，虽然参加了那年的奥运会，但成绩不理想。

### 癌症
1996年10月2日，阿姆斯特朗被诊断出睾丸癌已恶性转移，癌细胞已经扩散到他的肺部和脑部。在后来的采访中，他的医生说他当时的存活概率“几乎没有。当时我们告诉兰斯他有百分之20到50的可能，主要是为了给他希望。但他的那种癌症，X光测试和验血显示，几乎没有希望”。为了纪念这个日子，耐克后来推出了“10//2”商品系列，销售商品的部分收益会交于1997年成立的兰斯·阿姆斯特朗基金会。在手术切除右睾丸和脑部损坏部分之后，阿姆斯特朗在印第安纳医科大学进行了一系列化疗。尽管这给他留下了皮肤内烧伤，他最后还是成功康复。标准的化疗会终结他的自行车手生涯，因为化疗的副作用会使肺功能下降。阿姆斯特朗选择了更苛刻的治疗手段，减免了对肺的损伤。在病情好转期間他重新开始训练，但此时科菲迪斯车队已取消了与他的两年合约。他随后与美国邮政自行车队签了约，1998年他在环西自行车赛赛事中获得了第四名的总排名。

### 兰斯·阿姆斯特朗基金会
1997年，癌症幸存的阿姆斯特朗建立了兰斯·阿姆斯特朗基金会，旨在向癌症患者提供援助。
2004年夏季，兰斯·阿姆斯特朗基金会建立了Livestrong黄色腕带项目。腕带由耐克公司开发。“Livestrong”意思是坚强地生活，同时也和阿姆斯特朗的名字“Armstrong”用了一致的构词。这个腕带项目是“戴上黄色，坚强的生活（Wear Yellow Live Strong）”教育项目的一部分。腕带以10、100或1200个为单位售卖，单价是1美元。使用黄色是因为它在专业自行车公路赛中有重要的含义，如环法自行车赛中的黄色领骑衫。在2005年5月，超过五千万的Livestrong腕带被卖出。耐克后来也推出了印有黄色“Live Strong”的鞋类产品。
阿姆斯特朗2002年起是总统癌症小组成员。
2012年阿姆斯特朗被终身禁赛后，兰斯·阿姆斯特朗基金会改名为Livestrong基金会，收入也持续下降。CNN文章讽刺称“Livestrong”应将字母“v”去掉，改成“Lie strong”（有力地说谎）。

### 环法自行车赛
阿姆斯特朗在1999年至2005年7次蝉联环法自行车赛总冠军，后来他承认每次均服用了禁药。在他的成绩被取消前，这是个人（连续或不连续）获得环法冠军总数的纪录。除了2003年（领先扬·乌尔里希1分01秒）和2005年（领先伊万·巴索4分40秒）之外，他最终领先第二名的时间都超过了6分钟。他1993至2005年间还获得了22个赛段冠军（1993年1个、1995年1个、1999年4个、2000年1个、2001年4个、2002年4个、2003年1个、2004年5个、2005年1个）。他还在环法赢过11次个人计时赛，并且带领车队赢得3次车队计时赛（2003-2005年）。

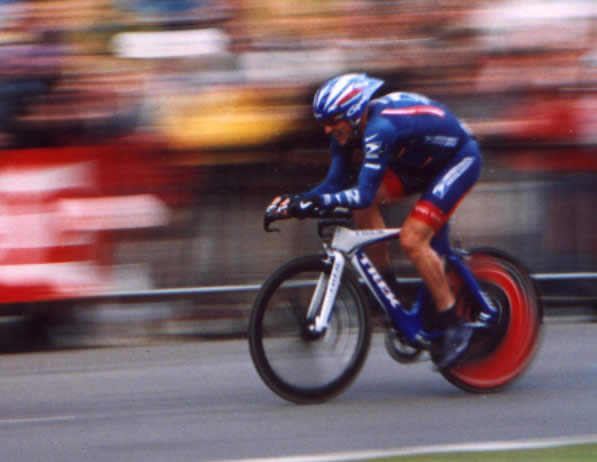
阿姆斯特朗骑行在2004年环法的序幕赛中

在2004年的比赛中，他获得了个人的最佳战绩：5次分站赛冠军，以及与美国邮政自行车队获得车队计时赛冠军。他宣称他让他的朋友伊万·巴索在第12赛段的终点处赢得比赛，是他支持巴索的母亲抗争癌症的方式。但是录像带显示阿姆斯特朗是被公平的击败了。不过，他在13和15赛段的最后冲刺中超过了巴索，并在接下来的比赛中成为自1948年吉诺·巴塔利以来第一个在连续三个赛段取得冠军的选手（第15、16、17赛段）。在第16赛段阿尔普迪埃兹中，他在巴索后两分钟开始比赛，但在路上超过了巴索。在第17赛段的最后250米中，他大大甩开了安德烈亚斯·克勒登。
阿姆斯特朗最后一次获得环法总冠军是在2005年7月24日。在那届赛事中，他赢得了一个分站冠军，以及车队计时赛。从比赛开始，他就显得很强势。在第一个赛段，他仅被第一名超越2秒，并且在路上超过了他的主要竞争对手扬·乌尔里希。在阿尔卑斯山和比利牛斯山赛段，他回应所有的挑战，尽管这意味着他会把他的团队远远的甩在后面。因为最后一个赛段（巴黎赛段）的雨天，组委会决定在终点前50公里处记最终成绩，以避免更多的撞车事件。这样，阿姆斯特朗获得了他的第七个也是最后一个环法冠军。随后，他宣布从职业自行车生涯中退役。
他于2009年复出，随阿斯塔纳车队获得了当年的环法第三名。2010年加入RadioShack车队。2011年第二次退役。
2012年，由于服用禁药的嫌疑被调查属实，他连续七次的环法冠军头衔和1998年后所有成绩都被取消。

### 禁药嫌疑、调查和承认
2004年，《周日泰晤士報》體育記者大衛·華許和法国《队报》記者皮埃尔·巴莱斯特出版紀實報導書《L.A.的机密：阿姆斯特朗的秘密》（L.A. Confidentiel: Les secrets de Lance Armstrong；ISBN 2-84675-130-7；只出版了法文版，其标题借用著名小说和电影（L.A. Confidential）），揭發阿姆斯壯使用禁藥。阿姆斯特朗的律师在伦敦高等法院起诉《周日泰晤士报》和大衛·華許，要求赔偿损失，还在巴黎起诉了華許、巴莱斯特、《L.A.的机密：阿姆斯特朗的秘密》的出版商和法国杂志《快报》（此杂志选登了部分书籍内容）。
格雷格·莱蒙德，首个非欧洲的环法冠军，除了阿姆斯特朗和其队友弗洛伊德·兰迪斯之外，另一位来自美国的环法冠军（在两人因禁药分别被剥夺了99-05年冠军和06年冠军后，莱蒙德再次成为唯一美国环法冠军至今），当年一直对阿姆斯特朗持批判态度。法国世界报也同样如此，该报质疑阿姆斯特朗和医生兼教练米歇尔·法拉利的关系，此人因非法销售药物和运动欺诈在2004年被一个意大利法庭判罪。阿姆斯特朗解释说他与法拉利的非经常性的联系不超出咨询关于高海拔训练的内容和食谱。另一位赛手，意大利的菲利普·西蒙尼，承认自己使用了法拉利开的非法药品。阿姆斯特朗称西蒙尼说谎，称他为“被迫说谎者”，后两人展开了法律诉讼。
2012年6月，美国反禁药组织宣布，即将对阿姆斯特朗使用禁药案进行正式指控。
2012年8月24日，美国反禁药组织宣布剥夺阿姆斯特朗1998年8月1日之后的所有成绩，包括七个环法自行车赛头衔，并且终身禁赛。确切地说是禁止参与所有受签署世界反运动禁药机构条款的组织所管理的体育运动。不过根据该条款第10.10.1条规定，对于违反禁药规定的运动之外的其他运动（对于阿姆斯特朗来说，比如鐵人三項和馬拉松），运动员在被禁四年后可以参与地区性的比赛，只要该赛事与国家性或国际性的赛事无关。
2012年10月，美国反禁药组织公布超過一千頁的報告，其中将阿姆斯特朗的事件稱為「最精密、最专业、最成功的禁藥計畫」。30多人指控阿姆斯特朗使用禁藥，其中15名隊友不但指控他，更承認與他一起使用禁藥。这些队友包括乔治·因卡皮耶、利瓦伊·莱法伊默和迈克尔·巴里，他们受到了6个月禁赛和取消部分时间段成绩的处罚。
报告发布后，阿姆斯特朗的所有赞助商都终止了合约。据报道，阿姆斯特朗在一天内损失了7500万美元的赞助收入。
2012年10月22日，国际自行车联盟认可美国反禁药组织对阿姆斯特朗的处罚决定。被褫奪的獎項幾乎都被留空，而非由名次较后者填补，除了2009年環法賽第三名補發給了布拉德利·威金斯（2012環法冠軍）。
2012年12月26日，國際體育仲裁院宣布相關事宜確定。阿姆斯特朗没有提出上诉，这意味着阿姆斯壯默認使用禁藥及同意接受處分。
2012年12月，《L.A.的机密：阿姆斯特朗的秘密》作者大衛·華許出版紀實報導書《七宗罪：我对兰斯·阿姆斯特朗的追踪》，記錄他耗費13年追蹤阿姆斯壯使用禁藥案的过程。
2013年1月14日，阿姆斯壯接受歐普拉專訪。该专访于2013年1月18日公開播出。在专访中，阿姆斯特朗改变了之前否认的论调，公开承認夺冠的七屆環法每届都使用了禁藥，並說明沒有禁藥不可能贏得七屆環法。但他宣稱2009及2010年無用藥行為（美国反禁药组织的调查认为他这两年间也用了药）。
2013年1月17日，國際奧委會宣布褫奪阿姆斯壯在悉尼奥运会上获得的铜牌。該獎牌和七屆環法冠軍头衔一樣，沒有補給其他選手。阿姆斯壯于同年10月交還獎牌。
2013年9月，国际自行车联盟新主席布莱恩·库克森问阿姆斯特朗是否愿意对自己服用禁药进行作证，阿姆斯特朗表示拒绝，除非取消对他的任何处分。此前2012年8月，美国反禁药组织主席泰格特曾说，如果阿姆斯特朗愿意完全配合、坦白的话，可以只追溯至2004年成績（因為追溯期為8年），而保留1999至2003年的五个环法冠军，但如果他设法掩盖事实，那么这个追溯期可以延长。
此後，他面臨不少官司，求償總額高達上億美金。
2014年，他的教练约翰·布鲁内尔被禁止涉入運動賽事10年。
2015年7月，他重回環法賽場參與白血病相关的慈善活動，但他的出現并不受欢迎。該活動由英國退役足球运动员杰夫·托马斯發起，他在2003年，即退役後不久，被診斷罹患白血病，經骨髓移植等艱難治療后，如阿姆斯壯一般成功康復，从而發起該活動，也因此成為阿姆斯壯的朋友。
阿姆斯壯使用禁藥案被改編為2015年電影《是誰在造神？》，本片由班·佛斯特飾演阿姆斯壯。
2016年3月1日在科羅拉多大學波德分校的運動管理班級演講，承認從1995年春季之後開始使用禁藥。
阿姆斯特朗的前车队队友弗洛伊德·兰迪斯2006年获得环法冠军，但在2007年被发现服用禁药，后来被裁定罪名成立并被剥夺了当年的环法冠军。2010年，兰迪斯对阿姆斯特朗进行了举报，从而发起了民事法律诉讼。诉讼针对服药的阿姆斯特朗从美国邮政拿取赞助时，对美国政府机构构成的欺诈行为。这起诉讼于2018年4月被调停，阿姆斯特朗同意支付500万美元给美国政府。

## 个人生活与其他兴趣
1997年6月遇见克里斯汀·理查德（Kristin Richard）。他们于1998年5月1日结婚，有一个儿子卢克（Luke）和一对双胞胎女儿格蕾斯（Grace）和伊莎贝尔（Isabelle）。他们是用他癌症化疗和手术之前贮存的精子，通过体外授精方式生育孩子的。阿姆斯特朗和克里斯汀·理查德于2003年离婚，随后他与歌手谢里尔·克罗恋爱。克罗在2004年和2005年的环法赛上驾车跟随阿姆斯特朗。他们于2005年9月订婚，但是在2006年2月分手。2007年3月至10月他与托里·伯奇恋爱。2008年7月开始与安娜·汉森（Anna Hansen）恋爱，2008年12月宣布汉森怀孕。孩子是自然受孕的。2009年6月他们的儿子马克斯（Max）降生，女儿奥莉维亚·玛丽（Olivia Marie）于2010年10月出生。
阿姆斯特朗在電影《鐵男躲避球》演了一个客串角色，还写过一本登上了畅销榜首的自传《重返艳阳下》（又译为《与自行车无关》），但禁藥醜聞揭發後，書籍內容遭到質疑。他被逐出体育界之前及之后都在参与癌症慈善活动。

## 车队及获奖记录

### 车队
业余
- 1990-1991年：Subaru–Montgomery队（后来的美国邮政及探索频道车队）
- 1991年：美国国家队

职业
- 1992-1996年：摩托罗拉车队（英语：Motorola (cycling team)）
- 1997年：科菲迪斯车队（英语：Cofidis (cycling team)）
- 1998-2002年：美国邮政自行车队
- 2003-2004年：美国邮政自行车队（Berry Floor赞助）
- 2005年：探索频道自行车队（前美国邮政自行车队）
- 2009年：阿斯塔納車隊
- 2010-2011年：RadioShack车队（英语：Team RadioShack）

### 成绩
1992年
- First Union Grand Prix
- GP Sanson
- Longsjo Classic（1个赛段冠军）
- Thrift Drug Classic
- Tour de Ribera（4个赛段冠军）

1993年
- Thrift Drug经典赛冠军
- Trofeo Laigueglia
- 环法自行车赛第8赛段冠军
- USPro Championship
- West Virginia Classic（2个赛段冠军）
- 世界公路自行车锦标赛冠军

1994年
- Thrift Drug经典赛冠军

1995年
- 圣塞巴斯蒂安古典赛（英语：Clásica de San Sebastián）
- 环法自行车赛第18赛段冠军
- 杜邦赛（英语：Tour DuPont）（3个赛段冠军）
- West Virginia Classic（1个赛段冠军）
- Stage 5 Paris Nice

1996年
- 杜邦赛（英语：Tour DuPont）（5个赛段冠军）
- 瓦隆之箭赛（英语：La Flèche Wallonne）

1998年
- Rheinland-Pfalz Rundfahrt
- 环卢森堡自行车赛（1个赛段以及总冠军）
- Cascade Classic

1999年
- 环法自行车赛（4个赛段以及总冠军）（總冠軍紀錄已被撤銷）
- Prologue 杜多芬绕圈赛（英语：Critérium du Dauphiné）（ITT）
- Route du Sud第4赛段冠军
- Circuit de la Sarthe（ITT）第4赛段冠军

2000年
- 环法自行车赛（1个赛段以及总冠军）（總冠軍紀錄已被撤銷）
- GP des Nations
- GP Eddy Merckx
- 杜多芬绕圈赛（ITT）第3赛段冠军
- 2000年悉尼夏季奥运会男子个人计时赛铜牌

2001年
- 环法自行车赛（4个赛段以及总冠军）（總冠軍紀錄已被撤銷）
- 环瑞士自行车赛（英语：Tour de Suisse）（2个赛段以总冠军）

2002年
- 环法自行车赛（4个赛段以及总冠军）（總冠軍紀錄已被撤銷）
- 杜多芬绕圈赛, Stage 6
- GP du Midi-Libre

2003年
- 环法自行车赛（1个赛段以及总冠军以及团体计时赛冠军）（總冠軍紀錄已被撤銷）
- 杜多芬绕圈赛（Overall）, Stage 3（ITT）

2004年
- 环法自行车赛（5个赛段以及总冠军以及团体计时赛冠军）（總冠軍紀錄已被撤銷）
- Tour de Georgia（2个赛段以及总冠军）
- Stage 5 Tour du 郎格多克-鲁西荣
- Stage 4 Volta ao Algarve（ITT）

2005年
- 环法自行车赛（1个赛段以及总冠军以及团体计时赛冠军）（總冠軍紀錄已被撤銷）

2009年
- 环法自行车赛（总季军，布拉德利·威金斯遞補這個位置）

2010年
- 环法自行车赛（总成绩第23名）

### 荣誉
- 美国奥林匹克委员会年度最佳体育人物：1999年、2001年、2002年、2003年
- 美联社年度最佳运动员：2002年、2003年、2004年、2005年
- 运动画刊年度最佳体育人物：2002年
- 阿斯图里亚斯亲王奖体育类：2000年
- ESPY奖（ESPN年度卓越运动表现奖）-最佳男运动员：2003年、2004年、2005年、2006年
- ESPY奖-最佳复出运动员：2000年
- 美国广播公司全世界年度体育运动员：1999年

#### 被取消的荣誉
- BBC海外体育年度人物：2003年[6]
- 2006年获得塔夫茨大学人文学名誉博士学位[7]
- 2012年获得澳大利亚阿德莱德“城市钥匙”[8][9]
- 劳伦斯世界体育奖-年度最佳运动员奖 获奖：2003年
- 劳伦斯世界体育奖-年度最佳复出运动员奖 获奖：2000年
- 劳伦斯世界体育奖-年度最佳运动员奖 提名：2002年、2004年、2005年、2006年
- 劳伦斯世界体育奖-年度最佳复出运动员奖 提名：2010年
- 法国荣誉军团勋章：2005年[10]

## 相关书籍
- Lance Armstrong, Sally Jenkins: It's Not About The Bike. My Journey Back to Life (ISBN 0-425-17961-3), Putnam 2000. Armstrong's own account of his battle with cancer and subsequent triumphant return to bike racing.
- Lance Armstrong, Sally Jenkins: Every Second Counts (ISBN 0-385-50871-9), Broadway Books 2003. Armstrong's account of his life after his first four Tour triumphs.
- Linda Armstrong Kelly, Joni Rodgers: No Mountain High Enough : Raising Lance, Raising Me (ISBN 0-7679-1855-X), Broadway Books 2005.  Armstrong's mother's account of raising a world class athlete and overcoming adversity.
- Daniel Coyle: "Lance Armstrong's War : One Man's Battle Against Fate, Fame, Love, Death, Scandal, and a Few Other Rivals on the Road to the Tour De France" (ISBN 0-06-073497-3), Harper Collins 2005. Former writer for Outside magazine documents Armstrong's road to the Tour in 2004.